# Колокольцев, Валерий Михайлович
Валерий Михайлович Колокольцев (родился 26 декабря 1954 года, Магнитогорск, Челябинская область, РСФСР, СССР) — советский и российский учёный, политический деятель, доктор технических наук, инженер-металлург. 
Ректор Магнитогорского государственного технического университета (2007-2017),  Президент Магнитогорского государственного технического университета (с 2017 года), депутат Законодательного собрания Челябинской области (с 2015 года).

## Биография
Валерий Михайлович Колокольцев родился 26 декабря 1954 года в городе Магнитогорске в семье работников Магнитогорского металлургического комбината Михаила Сергеевича (1927—2003) и Лидии Григорьевны Колокольцевых (1931—1997).
В 1972 году окончил школу № 59 города Магнитогорска, поступил в Магнитогорский горно-металлургический институт имени Г. И. Носова (ныне Магнитогорский государственный технический университет имени Г. И. Носова). Перед входом в институт он встретил декана металлургического факультета Юрия Павловича Никулина, который предложил ему поступить на новую специальность «Литейное производство чёрных и цветных металлов», набор на которую был открыт только в том же 1972 году. Проходил практику на различных литейных производствах Советского Союза: в Магнитогорске, Ростове-на-Дону и Рязани.
В 1977 году окончил Магнитогорский горно-металлургический институт, получил распределение в город Волгоград. Здесь Колокольцев был сразу назначен мастером литейного цеха Волгоградского тракторного завода, а уже через несколько месяцев был назначен начальником литейного отделения цеха, где в его подчинении оказалось полторы тысячи человек.
В 1978 году Валерий Михайлович вернулся в Магнитогорск, работал на горно-обогатительном производстве Магнитогорского металлургического производства. В 1980 году перешел на научную работу в Магнитогорский горно-металлургический институт, где работал инженером и младшим научным сотрудником кафедры электрометаллургии и литейного производства.
В 1982 году был направлен в целевую аспирантуру Ленинградского политехнического института (ныне Санкт-Петербургский политехнический университет Петра Великого), научным руководителем Колокольцева был доктор технических наук Борис Борисович Гуляев.
С 1985 года на преподавательской работе в Магнитогорском горно-металлургическом институте, сначала в должности старшего преподавателя, затем с 1990 года доцента, заведовал кафедрой Электрометаллургии и литейного производства (1995—2008). В 2001 году был назначен деканом химико-металлургического факультета, а через три года (с 2007) стал первым проректором Магнитогорского государственного технического университета.
В 2007 году был избран ректором Магнитогорского государственного технического университета, на этот пост его рекомендовал предыдущий ректор вуза Борис Никифоров.

## Научная деятельность
В 1982 году Колокольцев защитил кандидатскую диссертацию, связанную с технологией литья танковой брони. В 1998 году он защитил докторскую диссертацию на тему «Теоретические и технологические основы разработки литейных износостойких сплавов системы железо-углерод-элемент».
Под его руководством были защищены четыре доктора наук и двенадцать кандидатов наук. Он инициатор открытия аспирантуры по специальности «Литейное производство» в Магнитогорском государственном техническом университете. Является председателем диссертационного совета 212.111.01, где можно защитить кандидатскую и докторскую диссертации по специальностям «Металлургия черных, цветных и редких металлов», «Литейное производство» и «Обработка металлов давлением».